# Ishtup-ilum

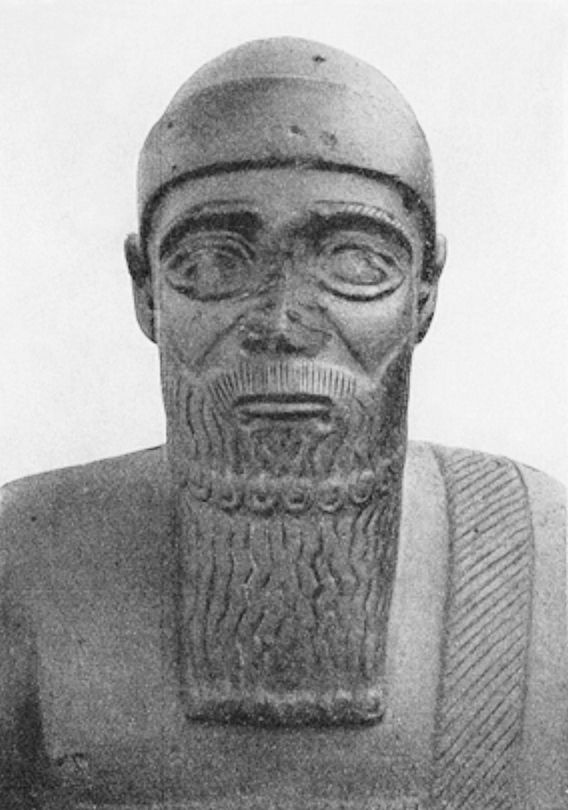
photo d'une statue d'Ishtup-ilum (tête)

Ishtup-ilum ou Ištup-ilum est un shakkanakku ou un gouverneur affranchi de la tutelle akkadienne de la cité antique de Mari du XXIIe siècle av. J.-C.. Si les premiers shakkanakku sont mis en place par la dynastie akkadienne après le sac de la ville par Sargon ou son petit-fils Naram-Sin vers -2300, ces gouverneurs vont peu à peu gagner leur indépendance vis-à-vis du pouvoir central et créer leur propre dynastie, celle des shakkanakku.

## Fondateur du temple au Lions
Conformément aux trois dépôts de fondations retrouvés dans le bâtiment, Ishtup-ilum est le fondateur du temple aux Lions qui s'insère dans le creusement de la Haute-Terrasse du site de Mari.